# Стрибки з трампліна на зимових Олімпійських іграх 1998
Змагання зі стрибків з трампліна на зимових Олімпійських іграх 1998 тривали з 11 до 17 лютого на стадіоні в селі Хакуба (Японія). Розіграно три комплекти нагород.

## Чемпіони та призери

### Таблиця медалей
| Місце              | Країна             | Золото | Срібло | Бронза | Загалом |
| ------------------ | ------------------ | ------ | ------ | ------ | ------- |
| 1                  | Японія (JPN)       | 2      | 1      | 1      | 4       |
| 2                  | Фінляндія (FIN)    | 1      | 1      | 0      | 2       |
| 3                  | Німеччина (GER)    | 0      | 1      | 0      | 1       |
| 4                  | Австрія (AUT)      | 0      | 0      | 2      | 2       |
| Загалом (4 збірні) | Загалом (4 збірні) | 3      | 3      | 3      | 9       |

### Види програми
| Дисципліна                                 | Золото                                                                   | Золото | Срібло                                                                | Срібло | Бронза                                                                                    | Бронза |
| ------------------------------------------ | ------------------------------------------------------------------------ | ------ | --------------------------------------------------------------------- | ------ | ----------------------------------------------------------------------------------------- | ------ |
| Особиста першість на нормальному трампліні | Яні Сойнінен · Фінляндія                                                 | 234.5  | Кадзуйосі Фунакі · Японія                                             | 233.5  | Андреас Відгельцль · Австрія                                                              | 232.5  |
| Особиста першість на великому трампліні    | Кадзуйосі Фунакі · Японія                                                | 272.3  | Яні Срйнінен · Фінляндія                                              | 260.8  | Масахіко Харада · Японія                                                                  | 258.3  |
| Командна першість на великому трампліні    | Японія (JPN) Таканобу Окабе Хіроя Сайто Масахіко Харада Кадзуйосі Фунакі | 933.0  | Німеччина (GER) Свен Ганнавальд Мартін Шмітт Гансйорґ Єкле Дітер Тома | 897.4  | Австрія (AUT) Райнгард Шварценбергер Мартін Гелльварт Стефан Горнґахер Андреас Відгельцль | 881.5  |

## Країни-учасниці
У змаганнях зі стрибків з трампліна на Олімпійських іграх у Наґано взяли участь спортсмени 19-ти країн. Південна Корея дебютувала в цій дисципліні.
- Австрія (5)
- Білорусь (2)
- Чехія (4)
- Фінляндія (4)
- Франція (2)
- Грузія (1)
- Німеччина (4)
- Італія (1)
- Японія (5)
- Казахстан (4)
- Південна Корея (4)
- Норвегія (5)
- Польща (5)
- Росія (4)
- Словенія (5)
- Швейцарія (4)
- Словаччина (1)
- Україна (3)
- США (5)